# Svedberg

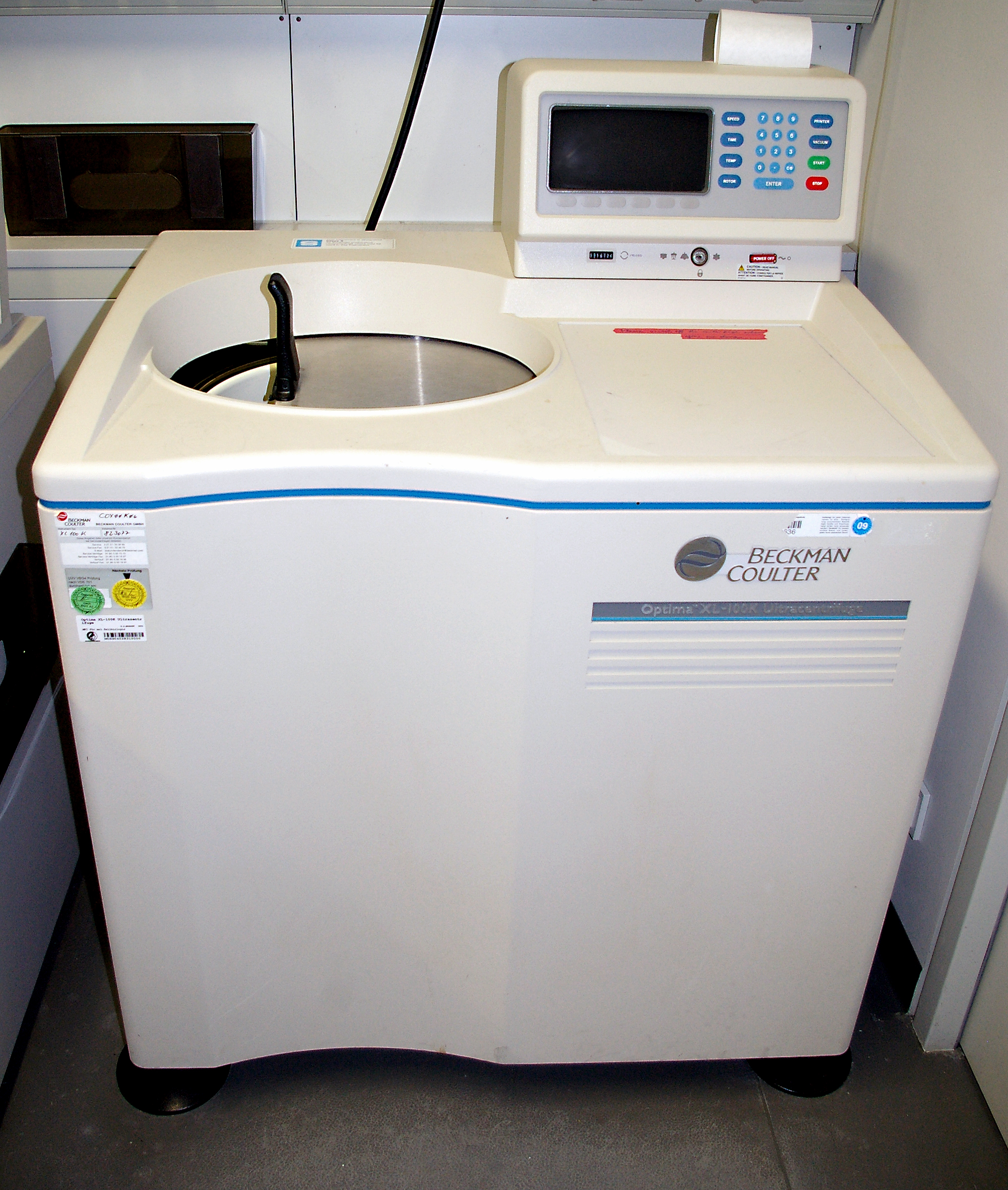
Một máy đo siêu li tâm phòng thí nghiệm.

Một đơn vị svedberg (kí hiệu là S, đôi khi là Sv) là một đơn vị không thuộc SI cho tỷ lệ lắng. Tỷ lệ lắng cho một hạt có kích thước và hình dạng cho biết tốc độ hạt 'lắng', sự lắng đọng. Nó thường được dùng để phản ánh tỷ lệ mà một phân tử đi chuyển đến đáy của một ống nghiệm dưới lực li tâm của một máy ly tâm. Svedberg thực sự là một thước đo thời gian, nó được xác định là chính xác là 10−13 giây (100 fs).
Đơn vị Svedberg (S) cung cấp một thước đo kích thước hạt dựa trên tốc độ di chuyển trong một ống chịu lực g cao.
Không nhầm lẫn với đơn vị SI sievert hoặc không SI sverdrup mà còn sử dụng kí hiệu Sv.

## Đặt tên
Đơn vị này được đặt theo tên nhà hóa học Thụy Điển Theodor Svedberg (1884-1971), người đạt giải Nobel về hóa học trong năm 1926 cho công trình của mình về các hệ thống phân tán, keo và phát minh máy siêu li.

## Yếu tố
Hệ số Svedberg là một hàm phi tuyến. Khối lượng, mật độ và hình dạng của hạt sẽ quyết định giá trị S. Nó phụ thuộc vào lực ma sát làm chậm chuyển động của nó và lần lượt liên quan đến diện tích cắt ngang trung bình của hạt.
Hệ số lắng là tỉ lệ tốc độ của một chất trong máy ly tâm đến gia tốc của nó trong các đơn vị tương đương. Một chất có hệ số lắng 26S (26×10−13 s) sẽ di chuyển ở 26 micromet mỗi giây (26×10−6 m/s) dưới ảnh hưởng của gia tốc một triệu trọng lượng (107 m/s2). Gia tốc ly tâm là rω² ; trong đó r là khoảng cách xuyên tâm từ trục quay và ω là vận tốc góc đo bằng radian / giây.
Các hạt lớn thường có xu hướng lắng nhanh hơn và do đó giá trị svedberg cao hơn.
Đơn vị Svedberg không trực tiếp phụ gia vì nó là đơn vị cho tỷ lệ lắng, không phải khối lượng.

## Sử dụng
Trong việc ly tâm các loài sinh hóa nhỏ, một quy ước đã phát triển, trong đó các hệ số lắng được thể hiện trong các đơn vị Svedberg.
Đơn vị svedberg là biện pháp quan trọng nhất được sử dụng để phân biệt ribosome. Ribosome bao gồm hai tiểu đơn vị phức tạp, mỗi nhóm bao gồm rRNA và protein. Trong các sinh vật nhân sơ (vi khuẩn), các tiểu đơn vị được đặt tên là 30S và 50S cho "kích thước" của chúng ở các đơn vị Svedberg. Các tiểu đơn vị này được tạo từ ba dạng của rRNA: 16S, 23S và 5S.
Đối với ribosome của vi khuẩn, phân tán cực tiểu cung cấp các ribosome còn nguyên vẹn (70S) cũng như các đơn vị tiểu đơn phân tách, tiểu đơn vị lớn (50S) và tiểu đơn vị nhỏ (30S). Trong tế bào ribosome thường tồn tại dưới dạng hỗn hợp của các tiểu đơn vị được nối và riêng biệt. Các hạt lớn nhất (toàn bộ ribosome) lắng gần đáy ống, trong khi các hạt nhỏ hơn (các đơn vị phụ 30S và 50S) xuất hiện ở phần trên.

## Bên ngoài đường dẫn
- Yêu một chỗ đơn vị - nobelprize.org